# Gefecht bei Döttingen
Ostrach – Feldkirch – Stockach I – Verona – Magnano – Cassano d’Adda – Bassignana – Paradies – Frauenfeld – Winterthur – Zürich I – Trebbia – Mantua – Novi – Döttingen - Vlieter – Bergen – Gotthard – Dietikon – Zürich II – Schänis – Muotatal – Näfels – Egmont – Castricum - Genola – Wiesloch – Genua – Rheinklingen – Büsingen – Engen – Stockach II –  Meßkirch – Biberach II – Montebello – Marengo – Höchstädt – Oberhausen – Brión – Hohenlinden – Walserfeld – Pozzolo – Kopenhagen – Algeciras I – Algeciras II
Zum Gefecht bei Döttingen kam es nach der Ersten Schlacht bei Zürich, als österreichische Truppen den Osten der Schweiz besetzt hielten. Am 17. August 1799 (30. Thermidor Jahr VII) wollte Feldzeugmeister Erzherzog Karl zusammen mit frisch eingetroffenen Russen unter Generalleutnant Alexander Michailowitsch Rimski-Korsakow bei Döttingen (Aargau) über die Aare setzen, um der französischen Armée du Danube in den Rücken zu fallen. Den Franzosen gelang es aber, den potentiell kriegsentscheidenden Plan zu vereiteln, wozu namentlich der spätere Maréchal d’Empire Michel Ney und Truppen der Helvetischen Republik beitrugen.

## Stoss in Massenas Rücken
Während der Ägyptischen Expedition Bonapartes weitete Grossbritannien seinen Kampf gegen die Französische Republik durch Bündnisse mit Österreich, Russland und anderen Monarchien zum Zweiten Koalitionskrieg aus. In dessen Verlauf drangen 1799 österreichische Truppen in die Helvetische Republik ein, die im Vorjahr mit dem Segen des Direktoriums in Paris an die Stelle der Alten Eidgenossenschaft getreten war (seit ihrer Niederlage gegen Franz I. in der Schlacht bei Marignano ein Klientelstaat Frankreichs).

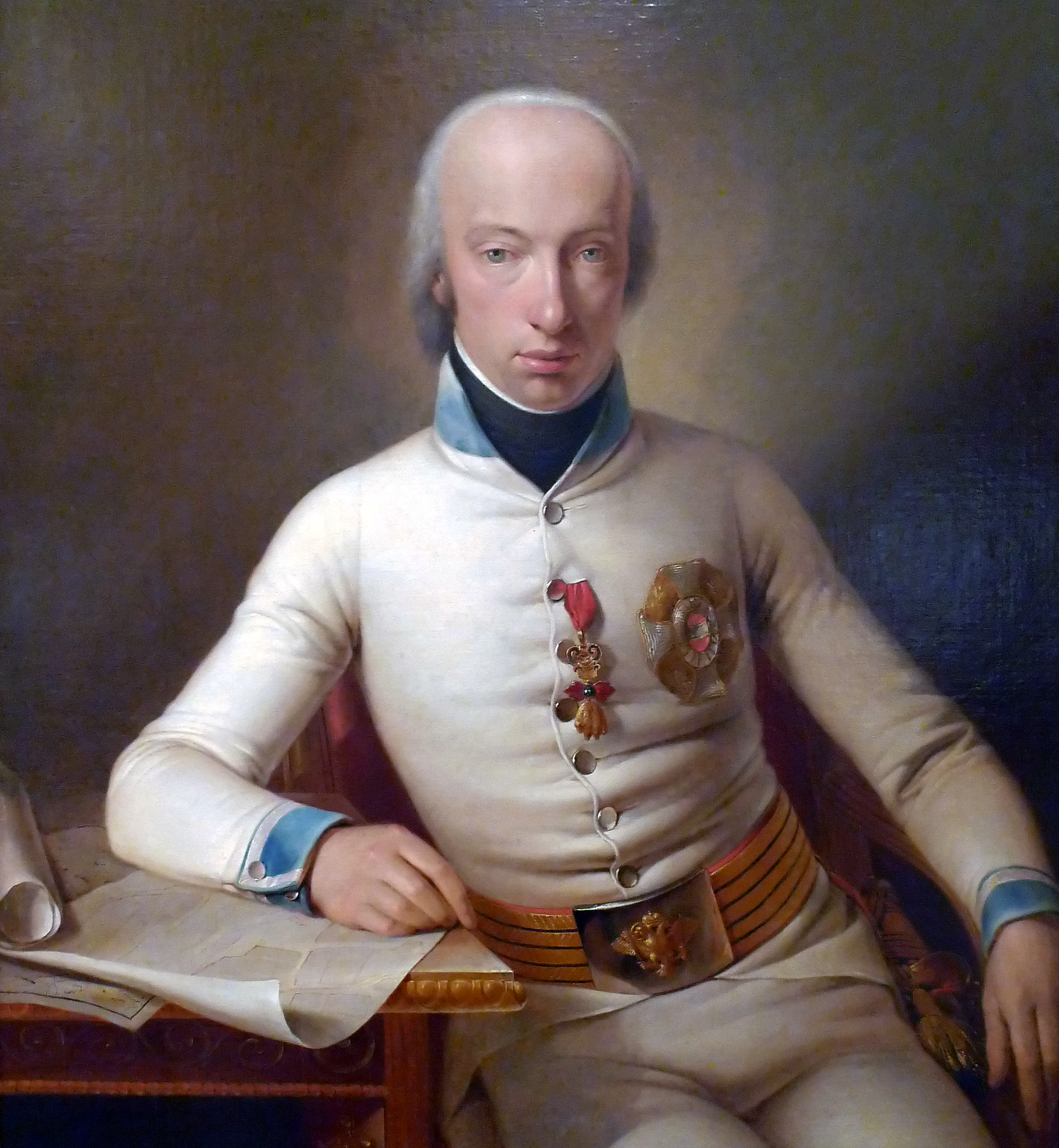
Johann Baptist Seele: Erzherzog Karl, 1800

Am 23. Mai überschritt Erzherzog Karl, ein Bruder von Kaiser Franz II., bei Büsingen den Rhein. Unterstützt von dem über St. Gallen vorrückenden k. k. Feldmarschallleutnant (Divisionsgeneral) Friedrich von Hotze, zwang er die zahlenmässig unterlegenen französischen und helvetischen Truppen unter Général en chef André Massena bis am 6. Juni zum Rückzug hinter die Limmat (Erste Schlacht bei Zürich).
Am 14. August traf Korsakow in Schaffhausen ein, um den Erzherzog abzulösen, der nach dem Willen des Wiener Kabinetts auf den deutschen Kriegsschauplatz zurückkehren sollte.
Gerade damals aber bemächtigten sich die Franzosen unter Divisionsgeneral Claude-Jacques Lecourbe der ganzen Alpenlinie vom Simplon bis an den Zürichsee. Dass Massena um dieses Erfolges willen seine linke Flanke geschwächt hatte, brachte den Erzherzog auf die «großartige Idee» (Wilhelm Meyer-Ott), vor seinem Abzug aus der Schweiz bei Döttingen zwei Schwimmbrücken zu errichten und mit 39'000 Österreichern und Russen die Aare zu überschreiten. Was er nicht wusste, aber die Erfolgsaussichten seines Planes erhöhte: Massena hatte sein Hauptquartier verlassen, um Lecourbe zu unterstützen, und den Oberbefehl seinem verwundeten Generalstabschef Oudinot überlassen.
Es gelang dem Erzherzog, die erwähnte Truppenmasse im Surbtal zusammenzuziehen, bevor die Franzosen davon erfuhren. Mit der Verteidigung Zürichs betraute er den aus Richterswil gebürtigen Hotze mit 7500 Mann, mit jener des Limmatabschnitts bis Baden Feldmarschallleutnant Ludwig Anton Baillet de Latour mit 6000 Mann. Bei Zürich, aber auch bei Stühlingen, Basel, Schliengen und Breisach liess er Ablenkungsmanöver durchführen und an den Mündungen von Limmat und Aare sowie bei Waldshut Artillerie auffahren.
Über den Ausgang des Unternehmens berichtete der Generalstabschef ad interim der helvetischen Armee, Chef de brigade Louis Clavel, seinem Vorgesetzten Kriegsminister Joseph Lanther:

«[…] die Österreicher versuchten, bei Dettlingen [sic] Brücken über die Aare zu schlagen, um den Fluss zu überqueren; aber sie kamen dabei nicht weiter als bis zu einem Drittel der Flussbreite; der Brückenschlag fand unter dem Schutz von 28 Artilleriestücken statt, wovon mehreren 13- und 17-Pfündern; aber man setzte dem Feind ein wohlunterhaltenes Infanteriefeuer, einige Artilleriestücke und unerschütterlichen Mut entgegen, wodurch seine Anstrengungen fruchtlos blieben. Die Eliten von Zürich und das 3. Bataillon des Kantons Léman verdienten sich das Lob der Generale; wir hatten etwa 30 Gefallene oder Verwundete, unter ihnen 6 bis 7 Offiziere. – Auch 186 Franzosen wurden ausser Gefecht gesetzt.»

## Österreichische Berichte
1819 veröffentlichte der Erzherzog anonym eine Geschichte des Feldzugs von 1799. Danach glaubte er, die Franzosen verfügten zwischen Baden und Bernau (Gemeinde Leibstadt, Vorderösterreich) über kaum 2000 Mann, wovon 2 Kompanien in Kleindöttingen (Gemeinde Böttstein), und in der näheren Umgebung einzig über 1500 Mann bei Laufenburg und 600 Mann in Lenzburg.
Über den Schlachtplan gibt es unterschiedliche Angaben: Laut Angeli sollten über die untere Brücke Feldmarschallleutnant Friedrich August von Nauendorf mit 11 Bataillonen und 13 Schwadronen (gut 13'000 Mann) sowie das Corps de réserve unter Feldmarschallleutnant Siegfried von Kospoth mit 9 Bataillonen und 24 Schwadronen (9000 Mann) Richtung Laufenburg vorstossen, über die obere Brücke die ersten in der Schweiz eingetroffenen Russen, nämlich 10 Bataillone und ein Kosakenregiment (6700 Mann), sowie Feldmarschallleutnant Fürst Heinrich XV. Reuss mit 11 Bataillonen und 7 Schwadronen (gut 10'000 Mann) Richtung Brugg.
Laut General Dufour sollte es die obere Brücke einer Vorhut von 5 Bataillonen und 6 Schwadronen ermöglichen, über Mandach, Mönthal und Effingen dem Gegner die Strasse von Brugg nach Rheinfelden abzuschneiden und so den Marsch von 6 weiteren österreichischen Bataillonen sowie der Russen über Villigen, Böttstein und Stilli zu decken, die sich der Aarebrücken von Brugg und Aarau sowie der Reussbrücke von Gebenstorf zu bemächtigen hatten. Die untere Brücke war für den Vorstoss von 12 Bataillonen und 12 Schwadronen über Leuggern, Bernau und Rheinsulz rheinabwärts bestimmt. 9 Bataillone und 24 Schwadronen sollten den Übergang sichern und dann –1 Bataillon als Brückenwache zurücklassend – als Reserve nach Brugg folgen.
Ausschlaggebend für das Scheitern des Aareübergangs war nach Darstellung des Erzherzogs, dass sich seine Pontonieroffiziere nicht ausreichend über die Beschaffenheit des Flusses informiert hatten. Um vor dem Brückenbau Truppen nach Kleindöttingen überzusetzen, seien zu wenige Pontons vorhanden gewesen. Als die Anker im felsigen Flussbett nicht griffen, habe es an Seilen gefehlt, um die Pontons am Ufer zu befestigen. Mehrere seien leck geschlagen, andere hätten sich losgerissen – «kurz es zeigte sich eine schändliche Nachlässigkeit und Verkehrtheit in diesem Fache des Kriegswesens.» Über seine eigenen Fehler schreibt Karl (in der 3. Person):

«Der Erzherzog, welcher in der Absicht sein Geheimniss zu bewahren, die Gegend nicht selbst recognoscirt hatte, und erst in der Nacht vom 16. auf den 17. dort eintraf, baute so fest auf die beherrschende Lage des rechten Ufers über das linke, dass er die schnelle Räumung dieses letztern durch die Wirkung seines Geschützes gar nicht bezweifelte: und so wurde der Brückenschlag ohne vorläufige Übersetzung von Truppen, und ohne festen Punkt auf dem jenseitigen Ufer unternommen.»

Darin aber sahen der Verfasser des Klassikers Vom Kriege, Generalmajor Carl von Clausewitz, und der Erforscher des österreichischen Pionierwesens, Hauptmann Wilhelm Brinner, den Hauptgrund des Misserfolgs. Ihrer Ansicht nach hätte der Erzherzog die Pontons einer der beiden mitgeführten Schiffbrücken benützen sollen, um eine Vorhut nach Kleindöttingen überzusetzen. Ohnehin hätten die 56 aus Zurzach und Kaiserstuhl herbeigeschafften Pontons laut Brinner kaum für den Bau zweier Brücken gereicht.

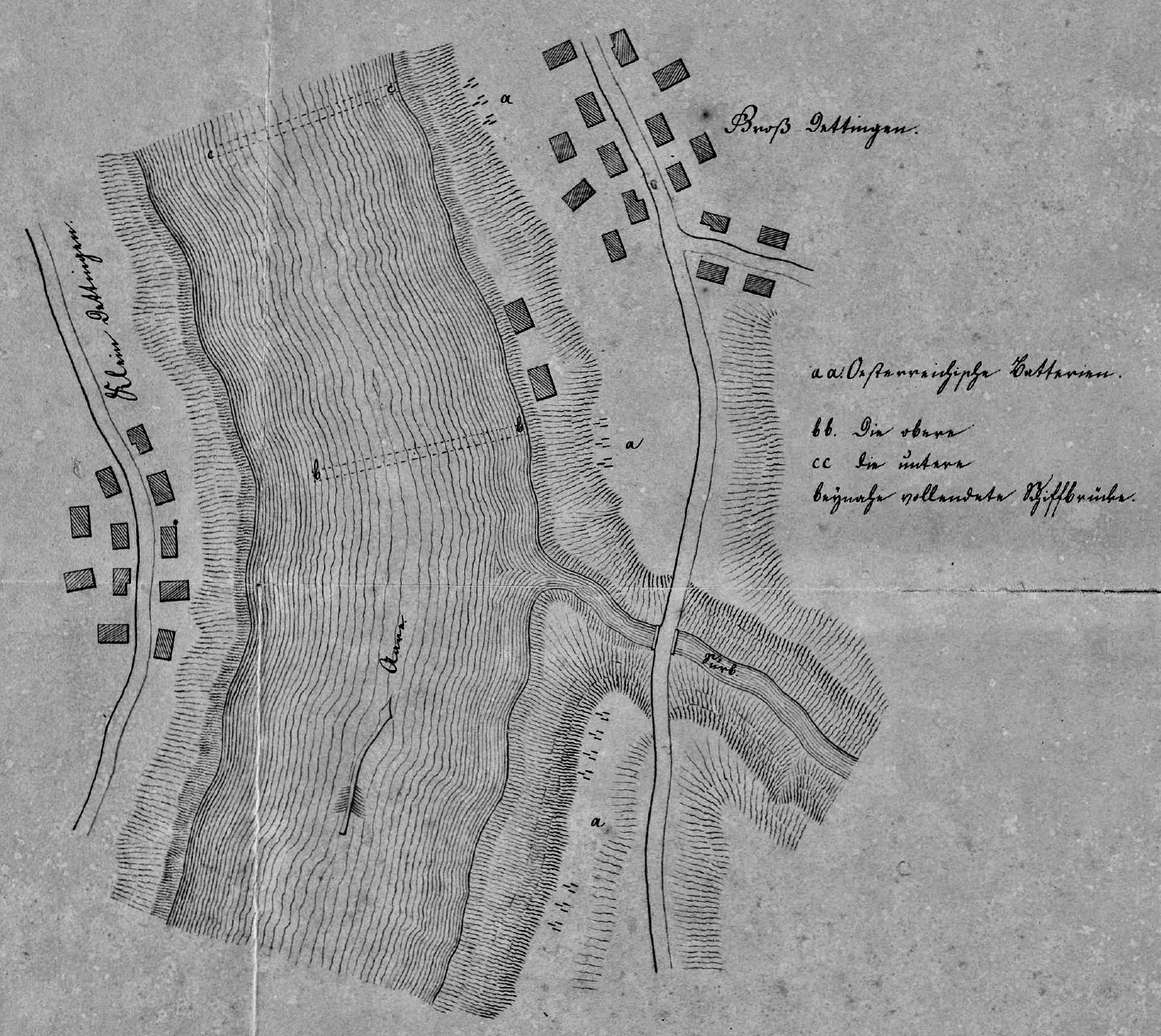
(Anonym:) Standorte der Brücken und der österreichischen Batterien

Bei Einbruch der Nacht vom 16. auf den 17. August erreichten die Truppen ihre Marschziele zwischen Endingen, wohin der Erzherzog sein Hauptquartier verlegt hatte, Tegerfelden und Döttingen. Um Mitternacht kam der Brückentrain am Aareufer an. Um zu sehen, was vorging, setzten die Verteidiger von Kleindöttingen darauf eine Scheune in Brand. Karl war beim Standort der oberen Brücke zugegen, als die Pontoniere um 2 Uhr früh ans Werk gingen. Nun eröffneten die Republikaner das Feuer, welches von einem Bataillon Slawonischer Grenzinfanterie erwidert wurde. Die österreichische Artillerie verwandelte Kleindöttingen, das damals 96 Einwohner zählte, in einen Schutthaufen. Doch in einem Gehölz versteckte Plänkler trotzten dem Bombardement.
Laut einem Bericht aus Bern erlitten die Österreicher sehr bedeutende Verluste, «vor allem an Ertrunkenen». Auch der Erzherzog schrieb, das gegnerische Feuer sei so heftig gewesen, «dass alle, welche an den Brücken arbeiteten, nach und nach getödtet oder verwundet wurden». Gemäss Brinner hingegen hatten die 95 Pontoniere und die sie unterstützenden 3 Pionierkompanien nur einen einzigen Gefallenen und 19 Verwundete zu beklagen, die Grenzer aus Sremska Mitrovica, die ihnen Feuerschutz gaben, 6 Gefallene und 78 Verwundete. Als an der oberen Brücke erst 13, an der unteren 10 Pontons eingebaut waren, wurden die Arbeiten eingestellt.
Lieber als an den Republikanern wollten die Kaiserlichen an der Natur gescheitert sein. Nach ihren Angaben meldete die Presse: «Nicht sowohl der Widerstand der Franzosen, der ziemlich unbedeutend gewesen seyn soll, sondern die felsige Beschaffenheit des FlußBettes und die Schnelle des Stroms, welche die Anker nicht haften liessen, machten das Projekt aufgeben […].» Der Brückenschlag sei «auf eine mehr lächerliche als nachtheilige Weise» gescheitert. Alternativ wurde er als blosse «Demonstration», als Scheinangriff dargestellt, der den Feind vom weiteren Vordringen in der Linthebene abgehalten habe.

## Französische Berichte
Gemäss seinem Biografen Henri Bonnal hatte Ney erst am 16. August den Befehl erhalten, statt des Kommandos der 6. Division (Frick) jenes der 5. Division (Brugg) zu übernehmen. Am folgenden Tag wollte er sich in sein neues Hauptquartier begeben. Um 2 Uhr früh aber meldete ihm Brigadegeneral François Goullus aus Laufenburg, Geschützlärm veranlasse ihn, nach Bernau zu reiten, wo ein Bataillon der 2. helvetischen Halbbrigade stationiert war, und die in Laufenburg befindlichen Truppen in Marsch zu setzen. (Um die Franzosen abzulenken, hatten die Österreicher nicht nur bei Döttingen, sondern auch bei Waldshut eine Kanonade eröffnet.)
Ney eilte darauf ebenfalls nach Bernau. Dort erhielt er von Adjudant-général Defrance Bericht, dass Brigadegeneral Étienne Heudelet, Kommandant ad interim der 5. Division, in Böttstein 9 Kompanien Grenadiere, 4 Schwadronen Chasseurs à cheval, eine Kompanie leichte Artillerie, ein Bataillon der 102. Halbbrigade und die Reste der durch Desertion dezimierten helvetischen Elitebataillone versammle. Zusätzlich hatte Defrance aus Baden eine Halbbatterie leichter Artillerie und ein Bataillon der 46. Halbbrigade angefordert. Aus Frick erwartete man das 17. Dragonerregiment und ein weiteres Bataillon der 102. Halbbrigade. Ney führte darauf die in Bernau verfügbaren Infanterie- und Kavallerieformationen Richtung Kleindöttingen.
Am späteren Vormittag hatten Heudelet bei Böttstein und Ney im Hardwald 10'000–12'000 Mann zusammengezogen. Aus Basel berichtete man nach Paris:

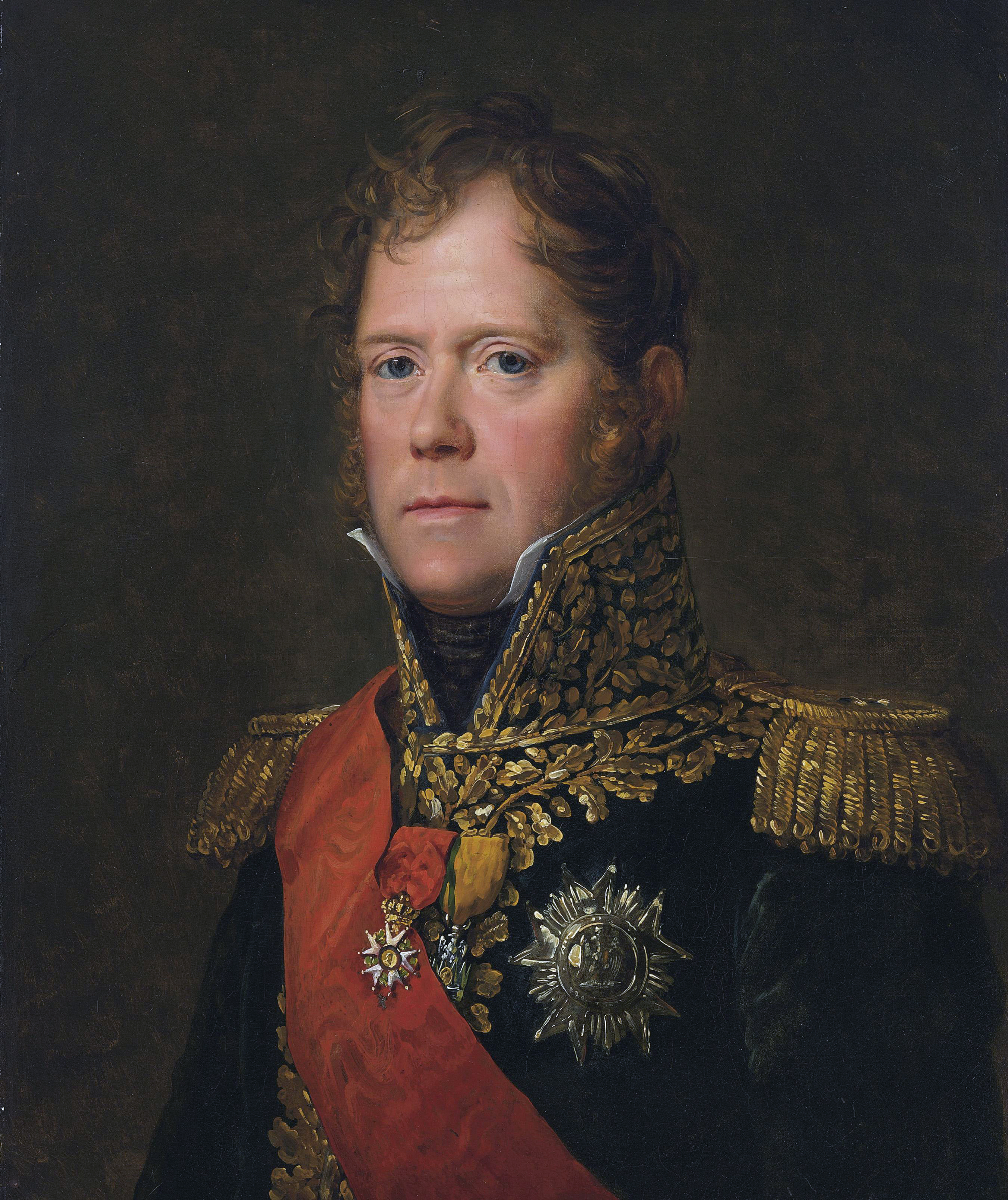
François Gérard: Ney als Maréchal d’Empire, ca. 1805

«Die Anwesenheit der Generäle stellte die Ordnung wieder her, gab wieder Mut; man trotzte dem lebhaftesten Feuer, um sich eines Dorfes zu bemächtigen, wo es den einmal in Stellung gegangenen Tirailleurs gelang, die schon zu einem Drittel erfolgte Fertigstellung der Brücke zu verhindern. Ein General wurde leicht verletzt.»

Nachdem es die Österreicher aufgegeben hatten, den Brückenschlag fortzusetzen, konnten sie ihre Pontons wieder an Land ziehen, aber erst nachdem der Erzherzog um einen Waffenstillstand ersucht hatte, den ihm Ney gewährte. Dieser berichtete Massena am nächsten Morgen um 3 Uhr:

«Ich beabsichtigte gestern Abend, das Material, das der Feind […] zu Wasser gelassen hatte, in Brand setzen zu lassen, doch enthob er mich dieser Mühe, denn gegen 6 Uhr 30 abends begann er es abzubauen und bat unsere Volontäre, das Feuer einzustellen […].»

## Schweizer an vorderster Front

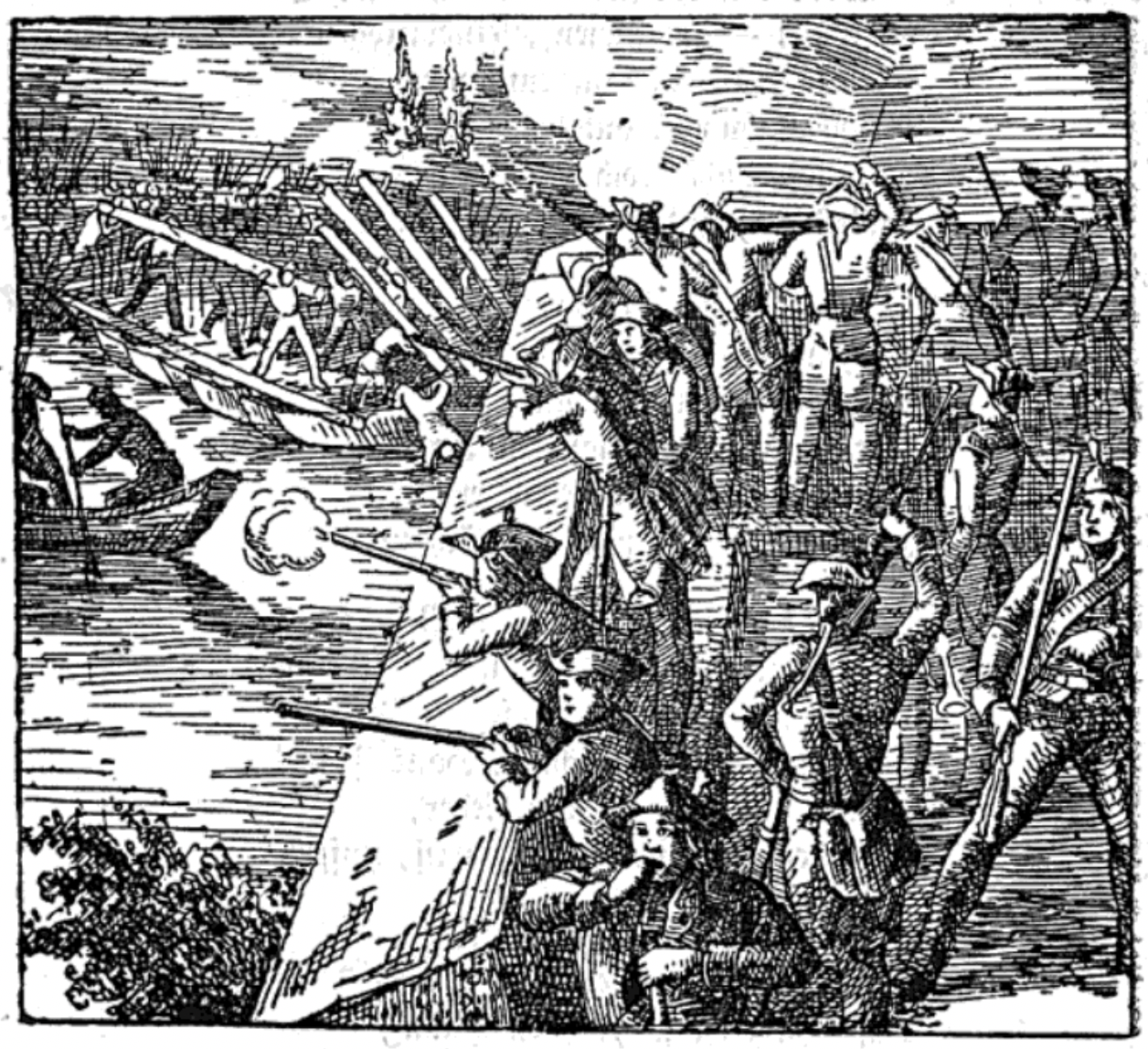
Die Scharfschützen von Kleindöttingen, 1861

Kleindöttingen soll anfänglich von einer einzigen Kompanie verteidigt worden sein. Diese gehörte gemäss Johann Jacob Leuthy zur 6. französischen Halbbrigade, die ihr aber bald andere Einheiten zu Hilfe schickte. Hinzu kam neben dem von Clavel erwähnten 3. Bataillon des Kantons Léman und einer von David Bürkli erwähnten Kompanie Thurgauer Scharfschützen eine Schweizerische Colonne mobile. Sie bestand aus 400 Zürcher Infanteristen, die meisten von ihnen ehemalige Offiziere und Unteroffiziere der kantonalen Eliten. Teil dieses schwachen Bataillons waren auch 37 vom Zürichsee stammende Angehörige einer Scharfschützenkompanie, die von Feldweibel Rudolf Braendlin von Stäfa angeführt wurden und nur über 17 Stutzen ohne Munition verfügten.
Der Stutzen (Büchse) war wie die Muskete (Flinte) der Linieninfanterie ein Vorderlader mit Steinschloss. Er hatte einen kurzen gezogenen Lauf, welcher der Kugel einen Drall vermittelte und dadurch die Treffsicherheit erhöhte. Dafür war der Ladevorgang komplizierter und die Schussfrequenz geringer als bei der Muskete. Diese erzielte mit ihrem glatten Lauf nur bei Salvenfeuer Wirkung und wurde daher mit aufgepflanztem Bajonett auch als Stichwaffe eingesetzt.
Regierungskommissär Jacques Florian Robert schrieb Kriegsminister Lanther am 18. August aus Aarau:

«Unsere Schweizer Soldaten kämpften mit einem jedes Lobes würdigen Mut, und hatten an diesem Tag Anteil am Ruhm, den sich die republikanischen Armeen erwarben.»

In Neys Memoiren heisst es, die Verteidiger von Kleindöttingen seien vor dem Artilleriefeuer in den Wald geflüchtet und nicht zu bewegen gewesen, ans Ufer zurückzukehren. Und weiter (in der 3. Person und im historischen Präsens):

«Glücklicherweise hat er einige helvetische Karabiniers zur Hand. Er weiss, wie gefährlich diese Männer sind, mit welcher Genauigkeit sie schiessen, auf welche Distanz sie treffen. Er platziert sie hinter Gemäuer, und Franzosen wie Österreicher erkennen rasch, wie viel mehr wert ein sicherer Schuss ist als lärmende Detonationen.»

Leuthy berichtet, Ney sei bei seinem Eintreffen auf die Zürcher Scharfschützen gestossen und habe ihnen persönlich Munition verschafft. Darauf seien sie nach Kleindöttingen geeilt und hätten zusammen mit den Franzosen – durch einen aufgeworfenen Graben gedeckt – die Pontoniere aufs Korn genommen. Sie hätten nur einen Verwundeten zu beklagen gehabt, während von der Zürcher Infanterie 2 Mann gefallen seien. Dem stehen die zitierten Angaben Clavels gegenüber (insgesamt 30 gefallene oder verwundete Schweizer), während Robert sogar von etwa 100 verwundeten Schweizern schreibt.
Nach dem Gefecht lud Heudelet die Zürcher Scharfschützen in Neys Auftrag zum Essen ein. Am nächsten Tag fragte er Zürichs Regierungsstatthalter Johann Kaspar Pfenninger, ob Frankreich eine Kompanie solcher Spezialisten anwerben könne, was der Angesprochene aber bezweifelte, da es sich meist um Söhne wohlhabender Eltern handelte. Lenzburg wurde um zusätzliche Stutzen für die Zürcher Schützen angegangen. Adjudant-général Louis Laharpe schrieb Lanther, Letztere hätten «dem Feinde unendlichen Schaden zugefügt […], gewiß mehr als 100 Tirailleurs». Auf Laharpes Empfehlung dankte der Kriegsminister den Schützen im Namen der Regierung für ihr «heldenmüthiges Betragen». Massena lobte die Verteidiger von Kleindöttingen dafür, dass ihre Gefasstheit und Schiessfertigkeit Ney die Zeit verschafft habe, seine Truppen zu sammeln.
Anerkennung zollte ihnen selbst Erzherzog Karl, aber wie Massena ohne zu wissen, dass es sich zum Teil um Schweizer gehandelt hatte:

«Zwei Compagnien Franzosen vereitelten eine Unternehmung von 50'000 Mann. Grosses Lob gebührt diesen Tapfern […]. Weder der österreichische Kugelregen noch der Brand von Klein-Dettingen erschütterte ihre Entschlossenheit; sie fanden Schutz hinter den Trümmern der Häuser, und harrten in den Brandstätten aus.»

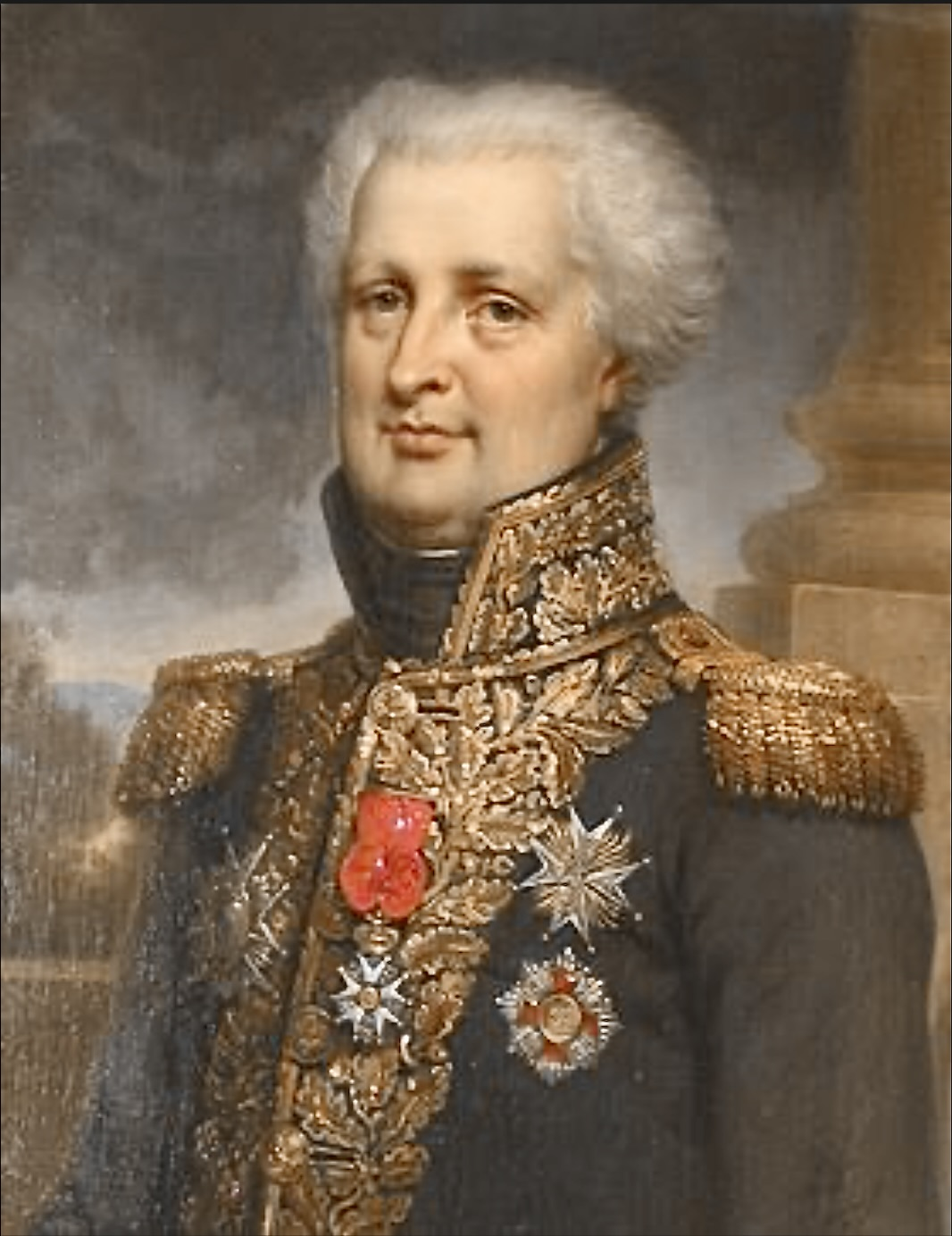
Heudelet als Divisionsgeneral

In der Schweiz wurden die Scharfschützen von Kleindöttingen Gegenstand eines Kultes, wie der überlieferte Anfang eines Liedes zeigt:

«Es bedrohten unsre Fluren

Die Kroaten und Panduren,

Grimme Feinde ohne Zahl.

Doch ein Häuflein Zürcher Schützen

Thut der Aare Ufer stützen [sic],

Hält dem Feinde Widerstand,

Schützt und schirmt das Vaterland.»

Der Redaktor der Helvetischen Militair-Zeitschrift warnte allerdings davor, die Bedeutung der Schützen zu überschätzen: Gegen die Bajonette übergesetzter Bataillone hätten die paar Stutzen wenig geholfen.

## Urteile

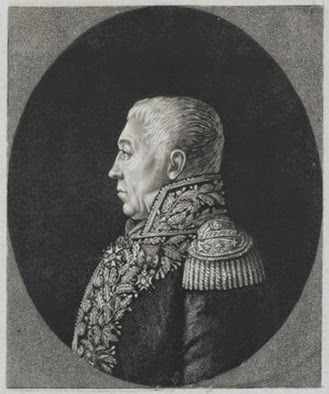
Dedon-Duclos in späteren Jahren

Der britische Oberstleutnant William Clinton berichtete am 13. September aus Schaffhausen, er wisse nicht, ob bei Döttingen zum Schein oder im Ernst versucht worden sei, die Aare zu überqueren. Falls Letzteres zutreffe, habe er nie gesehen, dass etwas schlechter versucht worden sei; im andern Fall sei unerfindlich, wovon habe abgelenkt werden sollen.
Massenas Pontonierchef, Chef de brigade François-Louis Dedon-Duclos, der Augenzeuge des Gefechts gewesen war, bezeichnet den geplanten Brückenschlag als

«[…] Projekt eines Unternehmens, das im Fall des Gelingens die beiden Flügel unserer Armee getrennt, uns jeder Kommunikation mit Basel und dem [Departement] Bas-Rhin beraubt und uns unfehlbar genötigt hätte, fast das gesamte Territorium Helvetiens aufzugeben […].»

Mit Döttingen sei zudem der ideale Übergangsort gewählt worden, wo das tiefer gelegene, nur schwach bewachte Gegenufer von beiden Seiten mit Artillerie bestrichen werden konnte. Dass das Flussbett das Setzen von Ankern erschwert habe, sei am ganzen Unterlauf der Aare der Fall gewesen.
Laut General Koch, dem Herausgeber von Massenas Memoiren, war dieser der Gefahr entronnen, Basel und die Rhein-Departemente zu verlieren und sich in den Kanton Bern und an den Neuenburgersee zurückziehen zu müssen: «Lecourbes Erfolge in der Gotthardgegend wären nutzlos geworden, man hätte sich erneut auf eine penible Verteidigung beschränken müssen.»
Gemäss dem Waadtländer Jomini, der nacheinander Adjutant Lanthers und Neys gewesen war und es dann in russischen Diensten bis zum Général en chef brachte, hätte das Projekt das Gesicht des Krieges völlig verändern können. Nur das Glück habe die republikanische Armee gerettet, denn wenn sich der Erzherzog und Korsakow nicht zerstritten hätten, wären die bei Döttingen versammelten 50'000 Österreicher und Russen nach dem Scheitern des Aareübergangs imstande gewesen, mit vierfacher Übermacht Massenas Zentrum bei Zürich zu durchstossen.
Nach Ansicht General Dufours hätten die ins untere Aaretal gelockten Franzosen sich dann nach Brugg und Aarau zurückziehen und Lecourbe im Urserental seinem Schicksal überlassen müssen.
Clausewitz, dessen Heimatland Preussen im Zweiten Koalitionskrieg neutral geblieben war, erteilte Erzherzog Karl zugleich höchstes Lob und schärfsten Tadel:

«Wenn man bedenkt daß […] in jedem Falle die Räumung der Schweiz die unmittelbare Folge des glücklich ausgeführten Übergangs gewesen wäre: so kann ein solches Unternehmen nur als im höchsten Grade geboten und die Unterlassung als ein ungeheurer Fehler erscheinen.»

## Varia

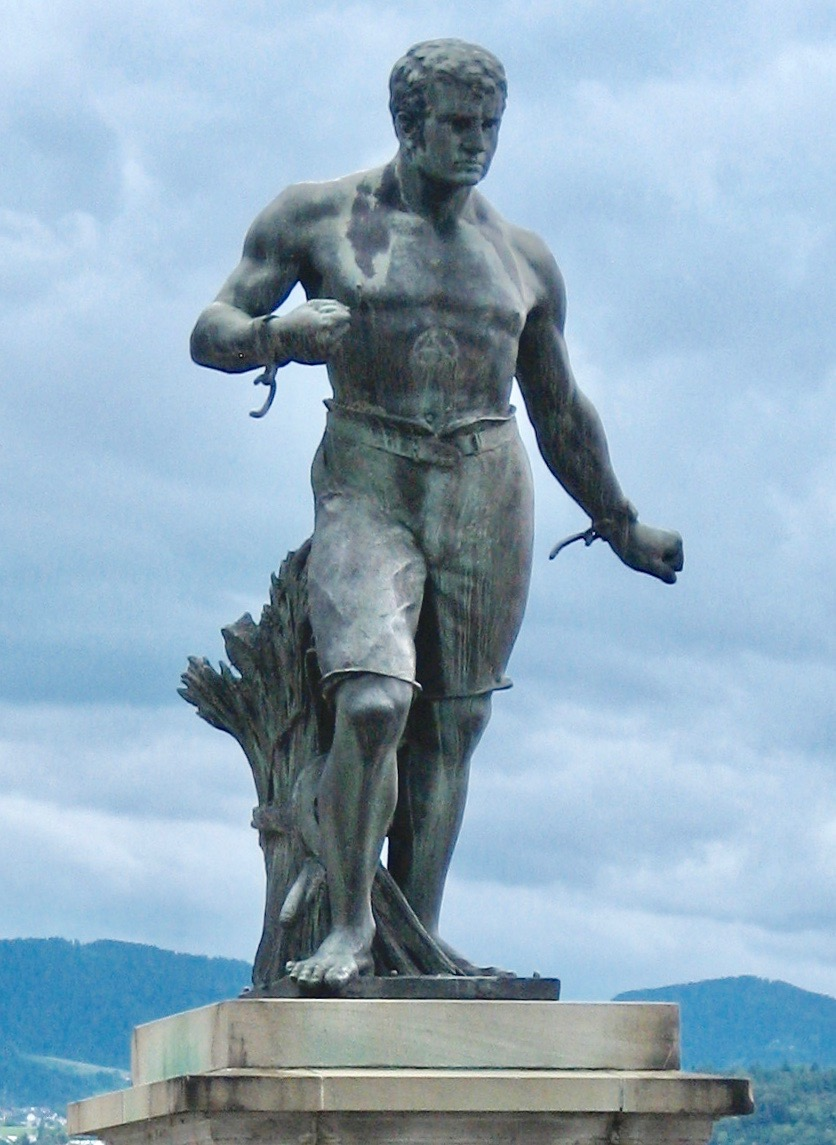
Denkmal für die Demokratiebewegung, Stäfa

- Vor der Ersten Schlacht bei Zürich hatten sich 8000–9000 Anhänger der Demokratiebewegung von 1794/95 im Kanton Zürich (Stäfnerhandel) in den helvetischen Elitebataillonen an der Verteidigung gegen die Österreicher beteiligt.[78]

- Nach der Ersten Schlacht bei Zürich, die mit dem kampflosen Rückzug Massenas endete, erhielt Letzterer 10'000–15'000 Mann Verstärkung. Ende Juli befanden sich auf dem Kriegsschauplatz Schweiz insgesamt 72'600 Franzosen und 80'400 Österreicher. Dazu kamen noch je 3000–4000 Schweizer. Zwischen Zürichsee und Aaremündung aber verfügte Massena nur über 26'000, der Erzherzog hingegen über 45'000 Mann. Dazu erwartete man Korsakow mit insgesamt 30'000 Russen.[79]

- Die Landbevölkerung am Zürichsee war besonders aufgebracht über die «immerwährenden Steuern und Requisitionen» der Österreicher. Viele Anhänger der Helvetik wurden in Zürich inhaftiert und «mit 40–50 Stockschlägen unbarmherzig geprügelt und gepeiniget».[80]

- Auf Ablehnung stiess beim Brückenschlag bei Döttingen der Vorschlag des anwesenden Marineoffiziers Lord Camelford, die Anker mit Kanonen zu beschweren.[81]

- Laut Ivo Pfyffer begab sich der Erzherzog während des Gefechts um 7 Uhr früh nach Tegerfelden, um zurückgebliebene Teile des Trains anzuspornen, aber auch um zu speisen. Das Kommando soll er dem ortskundigen Bruder des letzten Landgrafen im Klettgau, Generalmajor Karl Philipp zu Schwarzenberg,[82] überlassen haben, der seinerseits bis 9 Uhr im Kloster Klingnau gefrühstückt habe.[83]

- Dedon-Duclos sah die Ebene von Würenlingen vollständig mit Berittenen bedeckt.[84]

- Korsakow und seine Truppen, die nach einem 24-stündigen Gewaltmarsch von Dörflingen (Schaffhausen) nach Lengnau noch nach Würenlingen weitermarschiert waren, empfanden den Abbruch des Gefechts durch die Österreicher als Verrat.[85]

- Trotz der erfolgreichen Geheimhaltung des Brückenschlags durch die Österreicher war Basel so rasch darüber informiert, dass man dort die halbe Nacht auf den 17. August in der grössten Beunruhigung verbrachte.[86]

- Am 17. August glaubte man in Bern zuerst, die Überquerung der Aare sei den Österreichern geglückt, doch schrieb man trotzig nach Paris: «Umso besser: Wer diesen Fluss überquert, wird sofort gefangen genommen.»[87]

- Am 21. August wurde im Rat der Fünfhundert in Paris eine vollmundige Siegesmeldung verlesen, worauf laut einem jakobinischen Blatt von allen Seiten der Ruf « Vive la République ! » ertönte.[88]

- Am selben Tag setzte Hotze bei Grynau (Schwyz) über die Linth und versuchte, die Waldstätten zurückzuerobern, doch musste er sich bald wieder zurückziehen.

- Das Bulletin officiel du Directoire Helvétique erwähnte auch die zivilen Opfer: «Die Bewohner des Dorfes Dettingen [gemeint: Kleindöttingen], das unter schwerem Beschuss der Österreicher stand, sind im schrecklichsten Zustand. Alle Häuser ausser einem einzigen,[89] alle ihre Besitztümer, alle ihre Tiere, alle ihre Getreidevorräte wurden ein Raub der Flammen.»[90]

- Nach dem Abzug des Erzherzogs nach Deutschland unternahm Masséna am 25. September den von Dedon-Duclos geplanten Übergang über die Limmat bei Dietikon,[91]  während Divisionsgeneral Jean-de-Dieu Soult unter Einsatz von Kampfschwimmern[92] bei Bilten (Glarus) die Linth überschritt.[93] Darauf vertrieben sie – wiederum unter Beteiligung helvetischer Truppen – nacheinander Korsakow und den aus Italien abkommandierten russischen Feldmarschall Alexander Wassiljewitsch Suworow samt den verbliebenen Österreichern aus der Schweiz (Zweite Schlacht bei Zürich, Schlacht bei Näfels).

- Am 9. November ergriff der aus Ägypten zurückkehrende Bonaparte in Paris die Macht und erklärte die Französische Revolution für beendet (Staatsstreich des 18. Brumaire VIII).

- Die bei Dietikon eingesetzten Pontons wurden in Döttingen überholt und zum Teil am 1. Mai 1800 für den von Dedon-Duclos geleiteten Rheinübergang Lecourbes bei Rheinklingen (heute Kanton Thurgau) verwendet.[94]

- Die Gemeinde Böttstein veranschlagte 1801 ihre Kriegskosten auf 167'000 Franken. Allein die Gebäudeschäden überstiegen ihr gesamtes Vermögen von rund 40'000 Franken. Verstärkt durch den Durchmarsch der Alliierten durch die neutrale Schweiz 1813[95] und den Hungerwinter 1816/17, dürften die Ereignisse von 1799 die Dörfer des ehemaligen Kirchspiels Leuggern noch bis in die 1830er-Jahre finanziell belastet haben.[96]

- Ney war zugleich Kommandant der französischen Besatzungstruppen und französischer Gesandter in Bern,[97] als Bonaparte 1803 als selbsternannter Médiateur de la Confédération suisse den Einheitsstaat Helvetische Republik auflöste und den vorrevolutionären Staatenbund Schweizerische Eidgenossenschaft mit der Mediationsakte zum Bundesstaat machte.

- Eine Brücke zwischen Döttingen und Kleindöttingen entstand erst 1893.

- Seit dem Bau des Kraftwerks Klingnau in den 1930er-Jahren ist die Aare am Schauplatz der Ereignisse von 1799 aufgestaut.

- An das Gefecht bei Döttingen erinnert das heute zweijährlich stattfindende Übereschüsset.

## Benützte Literatur
- Johann Gottfried von Hoyer: Versuch eines Handbuches der Pontonnier-Wissenschaften […]. 3 Bände, Johann Ambrosius Barth, Leipzig 1793 f. (1–3: Digitalisat).
- Bulletin officiel du Directoire Helvétique et des autorités du Canton du Léman. Lausanne 1799, 20. Aug., S. 340–344, 24. Aug., S. 375 f., 30. Aug., S. 414 (Digitalisat).
- Johann Konrad Escher, Paul Usteri (Hrsg.): Neues helvetisches Tagblatt. Bern 1799, 21. Aug., S. 209, 31. Aug., S. 301, 10. Sept., S. 387 (e-periodica.ch).
- Ludwig Ferdinand Huber (Red.): Allgemeine Zeitung. Stuttgart 1799, 21. Aug, S. 1028, 25. Aug., S. 1049, 2. Sept., S. 1071, 5. Sept., S. 1083, 6. Sept., S. 1087 (Digitalisat).
- Journal des débats et lois du corps législatif. Paris, Nr. 99, o. D., S. 15 (Digitalisat).
- L’Ami des lois, ou Mémorial politique et littéraire. Paris, 22. Aug. 1799, S. 3 (Digitalisat).
- Courrier des spectacles, journal des théâtres et de littérature. Paris, 25. Aug. 1799, S. 7 f. (Digitalisat).
- Gazette nationale ou le Moniteur universel. Paris, 29. Aug. 1799, S. 1 (Digitalisat); 1. Sept. 1799, S. 1 (Digitalisat); 20. Okt. 1800, S. 107 (Digitalisat).
- François Louis Dedon-Duclos: Relation détaillée du passage de la Limat, effectué le 3 vendémiaire an 8; suivie de celle du passage du Rhin, du 11 floréal suivant […]. Didot jeune, Paris an 9 (1801), S. 42–49, 61, 150 f. (Digitalisat).
- Alexandre-Frédéric Drieu: Le Guide du pontonier […]. F. Poisson, Caen 1815 (Digitalisat).
- Mathieu Dumas: Précis des événemens militaires, ou Essais historiques sur les campagnes de 1799 à 1814 […]. Campagne de 1799. 1. Band, Treuttel et Würtz, Paris/Perthès et Besser, Hambourg 1817, S. 311 f. (Digitalisat).
- (Erzherzog Karl:) Geschichte des Feldzuges von 1799 in Deutschland und in der Schweiz. 2. Theil, Anton Strauss, Wien 1819, S. 119–135 (Digitalisat).
- Antoine-Henri Jomini: Histoire critique et militaire des guerres de la Révolution. Nouvelle édition, 12. Band. Anselin et Pochard, Paris 1822, S. 87–91 (Digitalisat).
- Mémoires du maréchal Ney […] publiés par sa famille. 1. Band, H. Fournier/E. Bull, Paris/Londres 1833, S. 363 f. (Digitalisat).
- Carl von Clausewitz: Die Feldzüge von 1799 in Italien und der Schweiz. 2. Theil. Ferdinand Dümmler, Berlin 1834, S. 53–67 (Digitalisat).
- Johann Gottfried von Hoyer: Befestigungs-Kunst und Pionnier-Dienst. 2. Abtheilung. Friedrich August Herbig, Berlin 1834, S. 910 f. (Digitalisat).
- Lebensgeschichte des Joh. Kaspar Pfenninger von Stäfa […]. Joh. Rudolf Wild, Zürich 1835, S. 161–163 (Digitalisat).
- Der Feldzug in der Schweiz im Jahre 1799. In: Helvetische Militair-Zeitschrift. 7/1840, S. 71–114, hier: S. 81–88 (e-periodica.ch).
- Johann Jacob Leuthy: Geschichte des Cantons Zürich von 1794–1830 […]. 1. Band, Leuthy’s Verlagsbüreau, Zürich 1843, S. 248–260 (Digitalisat).
- Anton von Tillier: Geschichte der helvetischen Republik […]. 1. Band, Chr. Fischer, Bern 1843, S. 360–363 (Digitalisat).
- Franz Xaver Bronner: Der Canton Aargau. 2. Hälfte, Huber und Compagnie, St. Gallen/Bern 1844, S. 261, 304 (Digitalisat).
- (David Bürkli:) Die schweizerischen Scharfschützen bei Dettingen. In: Züricher-Kalender auf das Schaltjahr 1844. Selbstverlag, Zürich (Digitalisat).
- Jean-Baptiste Frédéric Koch: Mémoires de Massena rédigés d’après les documents qu’il a laissés et sur ceux du Dépot de la guerre et du Dépot des fortifications. 3. Band, Paulin et Lechevalier, Paris 1849, S. 327–330 (Digitalisat).
- (Wilhelm Meyer-Ott:) Johann Konrad Hotz, später Friedrich Freiherr von Hotze, K. K. Feldmarschalllieutenant […]. Friedrich Schultheß, Zürich 1853, S. 355–357 (Digitalisat).
- (Guillaume-Henri Dufour:) Campagne de 1799, d’après l’archiduc Charles, les généraux Massena, Jomini, etc. In: Revue Militaire Suisse. 1/1856, zahlreiche Fortsetzungen; 2/1857, dito, hier S. 190–192, 182–184 bis (e-periodica.ch).
- Ernst Ludwig Rochholz: Schweizersagen aus dem Aargau. 1. Band, H. R. Sauerländer, Aarau 1856, S. 313–315 (Digitalisat).
- Dmitri Alexejewitsch Miljutin: Geschichte des Krieges Rußlands mit Frankreich unter der Regierung Kaiser Paul’s I. im Jahre 1799. Übersetzung Chr. Schmitt, 3. Band, Jos. Lindauer, München 1857, S. 132–138, 365 (Digitalisat).
- (Johannes Heinrich Wieland:) Gefecht bei Dettingen am 17. August 1799. In: Allgemeine Schweizerische Militär-Zeitschrift. 11/1866, S. 243 f., 253–256 (e-periodica.ch).
- Johannes Müller: Die Stadt Lenzburg […] dargestellt aus den Urkunden des städtischen Archivs. D. Hegner, Lenzburg 1867, S. 214 (Digitalisat).
- William Wickham (Hrsg.): The Correspondence of the Right Honourable William Wickham […]. Band 2, Richard Bentley, London 1870, S. 148 f. (Digitalisat).
- Wilhelm Brinner: Geschichte des k. k. Pionnier-Regimentes in Verbindung mit einer Geschichte des Kriegs-Brückenwesens in Oesterreich […]. Verlag des Regiments, Wien 1878, S. 530–541 (Digitalisat).
- Ludwig Tobler: Schweizerische Volkslieder. J. Huber, Frauenfeld 1882, S. 223 (Digitalisat).
- Alexander Kirchhammer: Klein-Döttingen und Dietikon 1799. In: Organ der Militär-wissenschaftlichen Vereine. 38. Band, Wien 1889, S. 117–165 (Digitalisat).
- Otto Hartmann: Der Antheil der Russen am Feldzug von 1799 in der Schweiz […]. A. Munk, Zürich 1892, S. 33–36, 86 (Digitalisat).
- Johannes Strickler (Bearb.): Actensammlung aus der Zeit der Helvetischen Republik […]. 4. Band, Karl Stämpfli & Cie., Bern 1892, S. 1160, 1166 f. (Digitalisat).
- Reinhold Günther: Die Entwickelung der leichten Infanterie. Huber & Co., Frauenfeld 1894, S. 27–29 (Digitalisat).
- Moriz von Angeli: Erzherzog Carl von Österreich als Feldherr und Heeresorganisator. 2. Band, Wilhelm Braumüller, Wien/Leipzig 1896, S. 276–287, 536 f. (Textarchiv – Internet Archive).
- Ivo Pfyffer: Aus dem Kriegsjahr 1799. Der Versuch eines Aarüberganges bei Döttingen durch Erzherzog Karl. A. Doppler, Baden 1899, S. 3, 11–32 (Digitalisat).[98]
- Hermann Hüffer (Hrsg.): Quellen zur Geschichte der Kriege von 1799 und 1800 […]. 1. Band, B. G. Teubner, Leipzig 1900, S. 284 f., 287 f. (archive.org).
- Camille Lévi (Hrsg.): Mémoires du Capitaine Duthilt. J. Tallendier, Lille 1909 (Digitalisat), S. 117–119.
- Henri Bonnal: La vie militaire du Maréchal Ney […]. 1. Band, R. Chapelot et Cie, Paris 1910, S. 175–181 (Textarchiv – Internet Archive).
- Louis Hennequin: Zürich. Masséna en Suisse. Messidor an VII–Brumaire an VIII […]. Berger-Levrault, Paris/Nancy 1911, S. 141–154 (gallica.bnf.fr).
- Georges Six: Dictionnaire biographique des généraux & amiraux français de la Révolution et de l’Empire,  1792–1814. 2 Bände, Georges Saffroy, Paris 1934 (1: Digitalisat; 2: Digitalisat).
- Anton Pestalozzi: Briefe an Lord Sheffield. Englische Kriegsberichte aus der Schweiz, Herbst 1799 (= Neujahrsblatt […] zum Besten der Waisenhäuser. 152. Stück). Beer AG, Zürich 1989, S. 72.
- Dominik Sauerländer: Vom Kanton Baden zum Kanton Aargau. In: Das Kirchspiel Leuggern […]. Einwohnergemeinden Böttstein, Full-Reuental, Leibstadt und Leuggern, 2001, S. 60–64.

## Fussnoten
1. ↑  Divisionsgeneral, Generalstabschef der Armée du Danube, später Maréchal d’Empire.
2. ↑  Divisionsgeneral, Kommandant der 5. Division, später Maréchal d’Empire.
3. ↑  Brigadegeneral, Kommandant der 5. Division ad interim, später Divisionsgeneral.
4. ↑  Feldzeugmeister (General der Artillerie), Kommandant der k. k. Armee in der Schweiz, später Feldmarschall.
5. ↑  Feldmarschallleutnant (Divisionsgeneral).
6. ↑  Feldmarschallleutnant, später General der Kavallerie.
7. ↑  Feldmarschallleutnant, später Feldmarschall.
8. ↑  Generalleutnant (Korpskommandant), Kommandant des russischen Armeekorps in der Schweiz.
9. ↑  Jean-Baptiste Frédéric Koch: Mémoires de Massena rédigés d’après les documents qu’il a laissés et sur ceux du Dépot de la guerre et du Dépot des fortifications. 3. Band, Paulin et Lechevalier, Paris 1849, S. 329 (Digitalisat).
10. ↑  François Louis Dedon-Duclos: Relation détaillée du passage de la Limat, effectué le 3 vendémiaire an 8 […]. Didot jeune, Paris an 9 (1801), S. 45 (Digitalisat).
11. ↑  Moriz von Angeli: Erzherzog Carl von Österreich als Feldherr und Heeresorganisator. 2. Band, Wilhelm Braumüller, Wien/Leipzig 1896, S. 279 (Textarchiv – Internet Archive).
12. ↑  (Erzherzog Karl:) Geschichte des Feldzuges von 1799 in Deutschland und in der Schweiz. 2. Theil, Anton Strauss, Wien 1819, S. 134 (Digitalisat).
13. ↑  Damals Dettingen, Kanton Baden, Helvetische Republik.
14. ↑  Die Armée d’Helvétie war am 29. April 1799 mit der Armée du Danube vereinigt worden.
15. ↑  Carl von Clausewitz: Die Feldzüge von 1799 in Italien und der Schweiz. 2. Theil. Ferdinand Dümmler, Berlin 1834, S. 56 (Digitalisat).
16. ↑  Später Maréchal d’Empire.
17. ↑  (Wilhelm Meyer-Ott:) Johann Konrad Hotz, später Friedrich Freiherr von Hotze, K. K. Feldmarschalllieutenant […]. Friedrich Schultheß, Zürich 1853, S. 355 (Digitalisat).
18. ↑  Moriz von Angeli: Erzherzog Carl von Österreich als Feldherr und Heeresorganisator. 2. Band, Wilhelm Braumüller, Wien/Leipzig 1896, S. 279 (Textarchiv – Internet Archive).
19. ↑  (Guillaume-Henri Dufour:) Campagne de 1799, d’après l’archiduc Charles, les généraux Massena, Jomini, etc. In: Revue Militaire Suisse. 1/1856, zahlreiche Fortsetzungen; 2/1857, dito, hier S. 191 (e-periodica.ch).
20. ↑  Später Feldzeugmeister.
21. ↑  Moriz von Angeli: Erzherzog Carl von Österreich als Feldherr und Heeresorganisator. 2. Band, Wilhelm Braumüller, Wien/Leipzig 1896, S. 279 f. (Textarchiv – Internet Archive).
22. ↑  Nach den österreichischen Quellen waren es 20 Geschütze, nämlich 12-Pfünder-Kanonen und 7-Pfünder-Haubitzen. Moriz von Angeli: Erzherzog Carl von Österreich als Feldherr und Heeresorganisator. 2. Band, Wilhelm Braumüller, Wien/Leipzig 1896, S. 281 (Textarchiv – Internet Archive).
23. ↑  Niederlenz, 18. August. Im Original: « Les autrichiens […] ont cherché à jetter des ponts sur l’Aar près de Dettlingen, pour passer la fleuve; mais ils n’ont pu parvenir à en établir plus loin qu’au tiers de la rivière: cette opération était protégée par 28 pièces d’artillerie, dont plusiers de 13 & de 17; mais on leur a opposé un feu d’infanterie bien nourri, quelques pièces d’artillerie & un courage inébranlable, moyennant quoi leurs efforts ont été inutiles. Les élites de Zurich & le troisième bataillon du Léman, ont mérité les éloges des généraux; nous avons eu 30 hommes tant tués que blessés, parmi lesquels 6 à 7 officiers. – Les Français ont eu aussi 186 hommes hors du combat. » Bulletin officiel du Directoire Helvétique et des autorités du Canton du Léman. Lausanne 1799, 20. Aug., S. 343 (Digitalisat); vgl. Johann Konrad Escher, Paul Usteri (Hrsg.): Neues helvetisches Tagblatt. Bern, 21. Aug. 1799, S. 209 (e-periodica.ch); Ludwig Ferdinand Huber (Red.): Allgemeine Zeitung. Stuttgart, 6. Sept. 1799, S. 1087 (Digitalisat).
24. ↑  (Erzherzog Karl:) Geschichte des Feldzuges von 1799 in Deutschland und in der Schweiz. 2. Theil, Anton Strauss, Wien 1819, S. 119 (Digitalisat).
25. ↑  Moriz von Angeli: Erzherzog Carl von Österreich als Feldherr und Heeresorganisator. 2. Band, Wilhelm Braumüller, Wien/Leipzig 1896, S. 279 f. (Textarchiv – Internet Archive).
26. ↑  (Guillaume-Henri Dufour:) Campagne de 1799, d’après l’archiduc Charles, les généraux Massena, Jomini, etc. In: Revue Militaire Suisse. 1/1856, zahlreiche Fortsetzungen; 2/1857, dito, hier S. 192 (e-periodica.ch).
27. ↑  (Erzherzog Karl:) Geschichte des Feldzuges von 1799 in Deutschland und in der Schweiz. 2. Theil, Anton Strauss, Wien 1819, S. 126, 128 (Digitalisat).
28. ↑  (Erzherzog Karl:) Geschichte des Feldzuges von 1799 in Deutschland und in der Schweiz. 2. Theil, Anton Strauss, Wien 1819, S. 127 (Digitalisat).
29. ↑  Carl von Clausewitz: Vom Kriege. 3 Theile, Ferdinand Dümmler, Berlin 1832–1834.
30. ↑  Ivo Pfyffer: Aus dem Kriegsjahr 1799. Der Versuch eines Aarüberganges bei Döttingen durch Erzherzog Karl. A. Doppler, Baden 1899, S. 24 (Digitalisat).
31. ↑  Carl von Clausewitz: Die Feldzüge von 1799 in Italien und der Schweiz. 2. Theil. Ferdinand Dümmler, Berlin 1834, S. 59 (Digitalisat); Wilhelm Brinner: Geschichte des k. k. Pionnier-Regimentes in Verbindung mit einer Geschichte des Kriegs-Brückenwesens in Oesterreich […]. Verlag des Regiments, Wien 1878, S. 534–536 (Digitalisat)
32. ↑  Moriz von Angeli: Erzherzog Carl von Österreich als Feldherr und Heeresorganisator. 2. Band, Wilhelm Braumüller, Wien/Leipzig 1896, S. 279–281 (Textarchiv – Internet Archive).
33. ↑  2. Bataillon des Peterwardeiner Regiments Nr. 9.
34. ↑  Andreas Fankhauser: Böttstein. In: Historisches Lexikon der Schweiz.  7. Juni 2004.
35. ↑  Wilhelm Brinner: Geschichte des k. k. Pionnier-Regimentes in Verbindung mit einer Geschichte des Kriegs-Brückenwesens in Oesterreich […]. Verlag des Regiments, Wien 1878, S. 532 f., 536–538 (Digitalisat).
36. ↑  Gazette nationale ou le Moniteur universel. Paris, 1. Sept. 1799, S. 1 (Digitalisat).
37. ↑  (Erzherzog Karl:) Geschichte des Feldzuges von 1799 in Deutschland und in der Schweiz. 2. Theil, Anton Strauss, Wien 1819, S. 128 (Digitalisat).
38. ↑  Wilhelm Brinner: Geschichte des k. k. Pionnier-Regimentes in Verbindung mit einer Geschichte des Kriegs-Brückenwesens in Oesterreich […]. Verlag des Regiments, Wien 1878, S. 533, 535 (Digitalisat).
39. ↑  Ludwig Ferdinand Huber (Red.): Allgemeine Zeitung. Stuttgart 1799, 25. Aug., S. 1048 f., 5. Sept., S. 1083 (Digitalisat).
40. ↑  Johann Konrad Escher, Paul Usteri (Hrsg.): Neues helvetisches Tagblatt. Bern, 10. Sept. 1799, S. 387 (e-periodica.ch).
41. ↑  Vorderösterreich, 1802–1803 Kanton Fricktal.
42. ↑  Henri Bonnal: La vie militaire du Maréchal Ney […]. 1. Band, R. Chapelot et Cie, Paris 1910, S. 176, 179 f. (Textarchiv – Internet Archive).
43. ↑  (Erzherzog Karl:) Geschichte des Feldzuges von 1799 in Deutschland und in der Schweiz. 2. Theil, Anton Strauss, Wien 1819, S. 124 (Digitalisat).
44. ↑  Henri Bonnal: La vie militaire du Maréchal Ney […]. 1. Band, R. Chapelot et Cie, Paris 1910, S. 180 f. (Textarchiv – Internet Archive).
45. ↑  Jean-Baptiste Frédéric Koch: Mémoires de Massena rédigés d’après les documents qu’il a laissés et sur ceux du Dépot de la guerre et du Dépot des fortifications. 3. Band, Paulin et Lechevalier, Paris 1849, S. 329 (Digitalisat).
46. ↑  François Louis Dedon-Duclos: Relation détaillée du passage de la Limat, effectué le 3 vendémiaire an 8 […]. Didot jeune, Paris an 9 (1801), S. 45 (Digitalisat).
47. ↑  Im Original: « La présence des généraux a ramené l’orde, a rendu le courage ; on a bravé le feu le plus vif pour s’emparer d’un village où, une fois sortis, nos tirailleurs parvinrent à empêcher la confection du pont, déjà fait au tiers. Un général a été blessé légèrement. » Gazette nationale ou le Moniteur universel. Paris, 29. Aug. 1799, S. 1 (Digitalisat).
48. ↑  François Louis Dedon-Duclos: Relation détaillée du passage de la Limat, effectué le 3 vendémiaire an 8 […]. Didot jeune, Paris an 9 (1801), S. 45 f. (Digitalisat); Jean-Baptiste Frédéric Koch: Mémoires de Massena rédigés d’après les documents qu’il a laissés et sur ceux du Dépot de la guerre et du Dépot des fortifications. 3. Band, Paulin et Lechevalier, Paris 1849, S. 329 (Digitalisat).
49. ↑  Im Original: « J’avais l’intention de faire brûler hier soir les matériaux que l’ennemi a lancés à l’eau […], mais il ne m’a pas laissé cette peine-là, car vers 6 h. 30 du soir, il a commencé de les replier en priant nos volontaires de ne plus faire feu […]. » Henri Bonnal: La vie militaire du Maréchal Ney […]. 1. Band, R. Chapelot et Cie, Paris 1910, S. 181 (Textarchiv – Internet Archive).
50. ↑  Uniformtyp und Zopf des Ancien Régimes.
51. ↑  Bulletin officiel du Directoire Helvétique et des autorités du Canton du Léman. Lausanne, 24. Aug. 1799, S. 375 f. (Digitalisat); Gazette nationale ou le Moniteur universel. Paris, 1. Sept. 1799, S. 1 (Digitalisat).
52. ↑  (David Bürkli:) Die schweizerischen Scharfschützen bei Dettingen. In: Züricher-Kalender auf das Schaltjahr 1844. Selbstverlag, Zürich (Digitalisat).
53. ↑  Johann Jacob Leuthy: Geschichte des Cantons Zürich von 1794–1830 […]. 1. Band, Leuthy’s Verlagsbüreau, Zürich 1843, S. 251–255, 258 (Digitalisat).
54. ↑  Im Original: « Nos soldats Suisses ont combattu avec un courage digne de tous les éloges, & ont pris part en cette journée à la gloire qui en est résultée pour les armées républicaines. » Bulletin officiel du Directoire Helvétique et des autorités du Canton du Léman. Lausanne, 20. Aug. 1799, S. 343 f. (Digitalisat); vgl. Johann Konrad Escher, Paul Usteri (Hrsg.): Neues helvetisches Tagblatt. Bern, 21. Aug. 1799, S. 209 (e-periodica.ch); Ludwig Ferdinand Huber (Red.): Allgemeine Zeitung. Stuttgart, 6. Sept. 1799, S. 1087 (Digitalisat).
55. ↑  Von der Familie herausgegeben und lückenhaft, da Ney 1815 füsiliert wurde.
56. ↑  Im Original: « Heureusement quelques carabiniers helvétiques se trouvent sous sa main. Il sait combien ces hommes sont redoutables, avec quelle justesse ils tirent, à quelle distance ils atteignent. Il les jette derrière des masures, et Français comme Autrichiens ne tardent pas à reconnaître combien un tir assuré l’emporte sur de bruyantes détonations. » Mémoires du maréchal Ney […] publiés par sa famille. 1. Band, H. Fournier/E. Bull, Paris/Londres 1833, S. 363 (Digitalisat).
57. ↑  Johann Jacob Leuthy: Geschichte des Cantons Zürich von 1794–1830 […]. 1. Band, Leuthy’s Verlagsbüreau, Zürich 1843, S. 253–255, 257 (Digitalisat).
58. ↑  Bulletin officiel du Directoire Helvétique et des autorités du Canton du Léman. Lausanne, 20. Aug. 1799, S. 343 f. (Digitalisat); Johann Konrad Escher, Paul Usteri (Hrsg.): Neues helvetisches Tagblatt. Bern, 21. Aug. 1799, S. 209 (e-periodica.ch); Ludwig Ferdinand Huber (Red.): Allgemeine Zeitung. Stuttgart, 6. Sept. 1799, S. 1087 (Digitalisat).
59. ↑  Johann Jacob Leuthy: Geschichte des Cantons Zürich von 1794–1830 […]. 1. Band, Leuthy’s Verlagsbüreau, Zürich 1843, S. 257 (Digitalisat).
60. ↑  Lebensgeschichte des Joh. Kaspar Pfenninger von Stäfa […]. Joh. Rudolf Wild, Zürich 1835, S. 162 (Digitalisat).
61. ↑  Johannes Müller: Die Stadt Lenzburg […] dargestellt aus den Urkunden des städtischen Archivs. D. Hegner, Lenzburg 1867, S. 214 (Digitalisat).
62. ↑  Johann Konrad Escher, Paul Usteri (Hrsg.): Neues helvetisches Tagblatt. Bern, 31. Aug. 1799, S. 301 (e-periodica.ch).
63. ↑  Johann Jacob Leuthy: Geschichte des Cantons Zürich von 1794–1830 […]. 1. Band, Leuthy’s Verlagsbüreau, Zürich 1843, S. 258 (Digitalisat).
64. ↑  Jean-Baptiste Frédéric Koch: Mémoires de Massena rédigés d’après les documents qu’il a laissés et sur ceux du Dépot de la guerre et du Dépot des fortifications. 3. Band, Paulin et Lechevalier, Paris 1849, S. 330 (Digitalisat).
65. ↑  Durch Beschuss mit glühenden Kugeln. Franz Xaver Bronner: Der Canton Aargau. 2. Hälfte, Huber und Compagnie, St. Gallen/Bern 1844, S. 304 (Digitalisat).
66. ↑  (Erzherzog Karl:) Geschichte des Feldzuges von 1799 in Deutschland und in der Schweiz. 2. Theil, Anton Strauss, Wien 1819, S. 134 f. (Digitalisat).
67. ↑  Lebensgeschichte des Joh. Kaspar Pfenninger von Stäfa […]. Joh. Rudolf Wild, Zürich 1835, S. 162 (Digitalisat).
68. ↑  Ludwig Tobler: Schweizerische Volkslieder. J. Huber, Frauenfeld 1882, S. 223 (Digitalisat).
69. ↑  Der Feldzug in der Schweiz im Jahre 1799. In: Helvetische Militair-Zeitschrift. 7/1840, S. 71–114, hier: S. 85 ff. (e-periodica.ch).
70. ↑  Anton Pestalozzi: Briefe an Lord Sheffield. Englische Kriegsberichte aus der Schweiz, Herbst 1799 (= Neujahrsblatt […] zum Besten der Waisenhäuser. 152. Stück). Beer AG, Zürich 1989, S. 72.
71. ↑  Später Generalleutnant.
72. ↑  Im Original: « […] projet d’une entreprise qui, en cas de succès, eût séparé les deux ailes de notre armée, nous eût ôté toute communication avec Bâle et le Bas-Rhin, et qui nous eût infailliblement obligés d’abandonner presque tout le territoire helvétique […]. » François Louis Dedon-Duclos: Relation détaillée du passage de la Limat, effectué le 3 vendémiaire an 8 […]. Didot jeune, Paris an 9 (1801), S. 42 (Digitalisat).
73. ↑  François Louis Dedon-Duclos: Relation détaillée du passage de la Limat, effectué le 3 vendémiaire an 8 […]. Didot jeune, Paris an 9 (1801), S. 43 f./Anm. 1, 45 (Digitalisat).
74. ↑  Jean-Baptiste Frédéric Koch: Mémoires de Massena rédigés d’après les documents qu’il a laissés et sur ceux du Dépot de la guerre et du Dépot des fortifications. 3. Band, Paulin et Lechevalier, Paris 1849, S. 330 (Digitalisat).
75. ↑  Antoine-Henri Jomini: Histoire critique et militaire des guerres de la Révolution. Nouvelle édition, 12. Band. Anselin et Pochard, Paris 1822, S. 89, 91 (Digitalisat).
76. ↑  (Guillaume-Henri Dufour:) Campagne de 1799, d’après l’archiduc Charles, les généraux Massena, Jomini, etc. In: Revue Militaire Suisse. 1/1856, zahlreiche Fortsetzungen; 2/1857, dito, hier S. 184 bis (e-periodica.ch).
77. ↑  Carl von Clausewitz: Die Feldzüge von 1799 in Italien und der Schweiz. 2. Theil. Ferdinand Dümmler, Berlin 1834, S. 56 (Digitalisat).
78. ↑  Johann Jacob Leuthy: Geschichte des Cantons Zürich von 1794–1830 […]. 1. Band, Leuthy’s Verlagsbüreau, Zürich 1843, S. 249 (Digitalisat).
79. ↑  Carl von Clausewitz: Die Feldzüge von 1799 in Italien und der Schweiz. 2. Theil. Ferdinand Dümmler, Berlin 1834, S. 5–7, 12, 15 f. (Digitalisat).
80. ↑  Johannes Strickler (Bearb.): Actensammlung aus der Zeit der Helvetischen Republik […]. 4. Band, Karl Stämpfli & Cie., Bern 1892, S. 1160 (Digitalisat).
81. ↑  William Wickham (Hrsg.): The Correspondence of the Right Honourable William Wickham […]. Band 2, Richard Bentley, London 1870, S. 148 f. (Digitalisat).
82. ↑  Später Feldmarschall.
83. ↑  Ivo Pfyffer: Aus dem Kriegsjahr 1799. Der Versuch eines Aarüberganges bei Döttingen durch Erzherzog Karl. A. Doppler, Baden 1899, S. 26 (Digitalisat).
84. ↑  François Louis Dedon-Duclos: Relation détaillée du passage de la Limat, effectué le 3 vendémiaire an 8 […]. Didot jeune, Paris an 9 (1801), S. 43 f./Anm. 1 (Digitalisat).
85. ↑  Dmitri Alexejewitsch Miljutin: Geschichte des Krieges Rußlands mit Frankreich unter der Regierung Kaiser Paul’s I. im Jahre 1799. Übersetzung Chr. Schmitt, 3. Band, Jos. Lindauer, München 1857, S. 134 f., 137 f., 365 (Digitalisat).
86. ↑  Gazette nationale ou le Moniteur universel. Paris, 29. Aug. 1799, S. 1 (Digitalisat).
87. ↑  Courrier des spectacles, journal des théâtres et de littérature. Paris, 25. Aug. 1799, S. 8 (Digitalisat).
88. ↑  Journal des débats et lois du corps législatif. Paris, Nr. 99, o. D., S. 15 (Digitalisat); L’Ami des lois, ou Mémorial politique et littéraire. Paris, 22. Aug. 1799, S. 3 (Digitalisat).
89. ↑  Das sogenannte Heidenhaus. Ludwig Tobler: Schweizerische Volkslieder. J. Huber, Frauenfeld 1882, S. 223 (Digitalisat).
90. ↑  Im Original: «Les habitans du village de Dettingen, sur lequel les autrichiens ont dirigé un feu très vif, sont dans l’état le plus affreux. Toutes les maisons, excepté une seule, tous leurs effets, tous leurs bestiaux, toutes leurs graines ont été la proye des flammes.» Bulletin officiel du Directoire Helvétique et des autorités du Canton du Léman. Lausanne, 24. Aug. 1799, S. 375 f. (Digitalisat); Gazette nationale ou le Moniteur universel. Paris, 1. Sept. 1799, S. 1 (Digitalisat).
91. ↑  François Louis Dedon-Duclos: Relation détaillée du passage de la Limat, effectué le 3 vendémiaire an 8 […]. Didot jeune, Paris an 9 (1801), S. 49 ff. (Digitalisat). Die Légion helvétique unterstützte die Pontoniere.
92. ↑  François Louis Dedon-Duclos: Relation détaillée du passage de la Limat, effectué le 3 vendémiaire an 8 […]. Didot jeune, Paris an 9 (1801), S. 68, 98 f., 102 f. (Digitalisat).
93. ↑  François Louis Dedon-Duclos: Relation détaillée du passage de la Limat, effectué le 3 vendémiaire an 8 […]. Didot jeune, Paris an 9 (1801), S. 96 ff. (Digitalisat).
94. ↑  François Louis Dedon-Duclos: Relation détaillée du passage de la Limat, effectué le 3 vendémiaire an 8 […]. Didot jeune, Paris an 9 (1801), S. 147 ff. (Digitalisat).
95. ↑  Unter Schwarzenberg, der schon in Döttingen beteiligt gewesen war.
96. ↑  Dominik Sauerländer: Vom Kanton Baden zum Kanton Aargau. In: Das Kirchspiel Leuggern […]. Einwohnergemeinden Böttstein, Full-Reuental, Leibstadt und Leuggern, 2001, S. 62 f.
97. ↑  Henri Bonnal: La vie militaire du Maréchal Ney […]. 1. Band, R. Chapelot et Cie, Paris 1910, S. 363–405 (Textarchiv – Internet Archive).
98. ↑  Heimatkundliche Kompilation.